# Aston Martin DB6
Aston Martin DB6 är en sportbil, tillverkad av den brittiska biltillverkaren Aston Martin mellan 1965 och 1971.
DB6 skiljer sig från sin företrädare främst genom en längre hjulbas, som gav ett rymligare baksäte, och ett nytt bakparti med Kammback enligt tidens rådande aerodynamiska teorier. 1969 kom Mk II-modellen som delade många detaljer med DBS.
Bilen tillverkades i 1 567 exemplar.
Varianter:
| Modell      | Motor               | Cylindervolym | Effekt | Bränsle              |
| ----------- | ------------------- | ------------- | ------ | -------------------- |
| DB6         | 6-cyl radmotor dohc | 3995 cm³      | 270 hk | 3 st SU förgasare    |
| DB6 Vantage | 6-cyl radmotor dohc | 3995 cm³      | 325 hk | 3 st Weber förgasare |